# Flying with Music
Flying with Music é um filme norte-americano de 1942, do gênero musical, dirigido por George Archainbaud e estrelado por Marjorie Woodworth e George Givot.

## Sinopse
Acusado de um crime que não cometeu, Don Terry escapa das garras da Lei e se envolve com várias beldades. Uma delas é Ann Andrews, que o ajudara a fugir e que participa de diversos números musicais.

## Premiações
| Patrocinador                                  | Prêmio | Categoria                                                    | Situação                                                |
| --------------------------------------------- | ------ | ------------------------------------------------------------ | ------------------------------------------------------- |
| Academia de Artes e Ciências Cinematográficas | Oscar  | Melhor canção original Melhor trilha sonora de filme musical | Indicado[carece de fontes?] Indicado[carece de fontes?] |

## Elenco
| Ator/Atriz         | Personagem        |
| ------------------ | ----------------- |
| Marjorie Woodworth | Ann Andrews       |
| George Givot       | Harry Bernard     |
| William Marshall   | Don Terry         |
| Edward Gargan      | Joe               |
| Jerry Bergen       | Wilbur            |
| Norma Varden       | Senhorita Mullens |
| Claudia Drake      | Jill Parker       |